# Жары (Малопольское воеводство)
Жа́ры (пол. Żary) — село в Польше в сельской гмине Кшешовице Краковского повета Малопольского воеводства.

## География
Село располагается в 7 км от административного центра гмины города Кшешовице и в 22 км от административного центра воеводства города Краков. Около села находится ландшафтный парк «Долинки-Краковске» и Писарский лес.
В 1975—1998 годах село входило в состав Краковского воеводства.

## Население
По состоянию на 2013 год в селе проживало 131 человек.
| 2010 | 2013 |
| ---- | ---- |
| 115  | 131  |

| Перепись  | Всего   | Всего | Женщины | Женщины | Мужчины | Мужчины |
| --------- | ------- | ----- | ------- | ------- | ------- | ------- |
| Единицы   | человек | %     | человек | %       | человек | %       |
| Население | 131     | 100   | 66      | 50,3    | 65      | 49,7    |